# Curtius (månekrater)
Curtius er et nedslagskrater på Månen. Det befinder sig på den sydlige halvkugle på Månens forside. Fra Jorden
ses Curtius i perspektivisk forkortning, så mange detaljer ikke kan observeres. Det er alligevel et stort krater, som let kan findes, selv med små teleskoper. Det er opkaldt efter den tyske astronom Albert Curtius (1600 – 1671).
Navnet blev officielt tildelt af den Internationale Astronomiske Union (IAU) i 1935. 

## Omgivelser
Curtiuskrateret ligger inden for en kraterdiameter af det endnu større Moretuskrater mod sydvest. Mod nordøst ligger det mindre Pentlandkrater. 

## Karakteristika
Krateret er fra Nectarianperioden, for 3,92 til 3,85 millarder år siden. Den ydre rand af Curtius er blevet afrundet ved nedslagserosion, men har bibeholdt meget af sin oprindelige struktur. Mod de nordlige og nordvestlige dele af randen findes et par bemærkelsesværdige udadgående buler, som ødelægger kraterets almindelige symmetri. Det lille satellitkrater "Curtius E" ligger over den østlige rand, og det lille skålformede småkrater "Curtius A" ligger langs randen mod syd.
Kraterbunden er forholdsvis jævn og har lave, centrale toppe nær sit midtpunkt. Den nordlige del af den indre væg rækker længere ind i bunden, end det er tilfældet andre steder, hvilket gør bunden lidt irregulær. Ellers er bunden dækket af et antal småkratere, men der er ingen større kratere af betydning.

## Satellitkratere
7De kratere, som kaldes satellitter, er små kratere beliggende i eller nær hovedkrateret. Deres dannelse er sædvanligvis sket uafhængigt af dette, men de får samme navn som hovedkrateret med tilføjelse af et stort bogstav. På kort over Månen er det en konvention at identificere dem ved at placere dette bogstav på den side af satellitkraterets midte, som ligger nærmest hovedkrateret. Curtiuskrateret har følgende satellitkratere:
| Curtius | Længde  | Bredde | Diameter |
| ------- | ------- | ------ | -------- |
| A       | 68,5° S | 2,7° Ø | 12 km    |
| B       | 63,7° S | 4,7° Ø | 41 km    |
| C       | 69,2° S | 4,4° Ø | 10 km    |
| D       | 64,8° S | 8,1° Ø | 61 km    |
| E       | 67,2° S | 8,2° Ø | 15 km    |
| F       | 66,5° S | 2,7° Ø | 6 km     |
| G       | 65,9° S | 3,1° Ø | 6 km     |
| H       | 69,4° S | 8,2° Ø | 10 km    |
| K       | 69,1° S | 9,8° Ø | 6 km     |
| L       | 68,2° S | 9,4° Ø | 7 km     |
| M       | 65,5° S | 8,6° Ø | 5 km     |

## Måneatlas
- Billeder af Curtiuskrateret i LPI-måneatlasset